# Месники: Завершення
«Ме́сники: Заве́ршення» (англ. Avengers: Endgame) — американський супергеройський фільм, заснований на коміксах видавництва Marvel Comics про команду супергероїв Месників, спродюсований Marvel Studios з Walt Disney Studios Motion Pictures у ролі дистриб'ютора.
Є прямим сиквелом «Месників: Війна Нескінченності» (2018), а також сиквелом «Месників» (2012) та «Месників: Ера Альтрона» (2015) і двадцять другою картиною в рамках кіновсесвіту Marvel (КВМ). Фільм знятий братами Ентоні та Джо Руссо за сценарієм команди Крістофера Маркуса та Стівена Макфілі, і має акторський ансамбль з багатьма акторами попередніх фільмів КВМ.
Фільм був анонсований у жовтні 2014 під назвою «Месники: Війна Нескінченності. Частина 2». Брати Руссо були оголошені режисерами у квітні 2015, а наступного місяця, Маркус та Макфілі зайнялися написанням сценарію. У липні 2016, Marvel прибрали підзаголовок фільму, просто назвавши його «безіменним» (англ. «Untitled Avengers film»). Основне знімання почали у серпні 2017 в студії «Пайнвуд», округ Фаєтт, Джорджія, паралельно з «Війною Нескінченності», і завершили в січні 2018. Додаткове знімання відбулося в Даунтауні Атланти та районах метрополійної Атланти.
Як і минула частина, цей фільму адаптує сюжет та елементи коміксів «Рукавиця Нескінченності» (1991) Джима Старліна та «Нескінченність» (2013) Джонатана Гікмана. Після того, як Танос силою Каменів Вічності знищив половину живих істот, «Месники» намагаються знайти своє місце в насталому світі. Більшість змирилася з утратою рідних і друзів, та повернення Скотта Ленґа дає надію змінити минуле. З його допомогою стає можливо зібрати Камені знову, щоб повернути загиблих і побороти Таноса.
Прем'єра стрічки в Україні відбулась 25 квітня 2019 року у форматі 3D та IMAX 3D.
22 липня фільм став найкасовішим в історії, зібравши 2,790 млрд доларів касових зборів та обійшовши за цим показником попереднього лідера — фільм «Аватар», вийшов 2009 року. 12 березня 2021 після повторного прокату у Китаї «Аватар», знову став найкасовішим, а «Месники: Завершення» опустились на 2-у позицію.
10 листопада 2019 року фільм отримав премії «Вибір народу» в категоріях «Фільм року» (головний приз) та «Бойовик року». Актор Роберт Дауні-молодший («Залізна людина») здобув нагороду «Актор року», Том Голланд («Людина-павук») — як найкращий актор бойовиків.
На 1 березня 2024 року фільм займав 80-ту позицію у списку 250 кращих фільмів за версією IMDb.

## Назва
Оригінальна назва фільму: англ. «Avengers: Endgame». Це назва є черговою англійською грою слів, притаманною фільмам Кіновсесвіту Marvel, яка несе одразу кілька змістових навантажень. Слово англ. «Endgame» є відсиланням як на фразу Тоні Старка у фільмі «Месники: Ера Альтрона», так і на фразу Доктора Стренджа у фільмі «Месники: Війна Нескінченності». Саме слово англ. «Endgame» означає як «прикінцева гра» взагалі, так і «ендшпіль» — завершальну фазу гри у шахи, коли зі шахівниці вже прибрана більшість фігур, і навіть «король» стає активною фігурою. Українською мовою назву фільму переклали як «Месники: Завершення», що означає «Завершення історії „Месників“ у Кіновсесвіті Marvel».

## Сюжет
Скориставшись рукавицею з Каменями Вічності, Танос досягнув того, що вважає рівновагою Всесвіту й запорукою загального щастя. Половина живих створінь Всесвіту була знищена, що має забезпечити іншу половину достатком простору й ресурсів. Здійснивши задумане, Танос усамітнюється на віддаленій планеті. Тим часом Клінт Бартон, що перебуває під домашнім арештом тренує свою доньку у стрільбі з лука та готується до пікніку з родиною. Але вона перетворюється на попіл у результаті дій Таноса.
Тоні Старк і Небула опинилися на зламаному космічному кораблі без надії на допомогу. Несподівано їх знаходить Капітан Марвел і доставляє на Землю. Тоні зустрічає свою дружину живою, проте іншим не так пощастило, кожен із «Месників» когось втратив. З ними об'єднуються Чорна вдова, Брюс Беннер, Стів Роджерс, Ракета, Тор і Бойова машина. Команда відслідковує сплеск енергії, схожий на сплеск від Рукавиці Вічності. Герої знаходять понівеченого та слабкого Таноса з Рукавицею, в якій немає Каменів. Той пояснює, що знищив Камені Вічності, щоб вони не були ні для кого спокусою, тому повернути загиблих неможливо. Розлючений Тор відрубує Таносу голову.
Минає п'ять років. Команда «Месників» з іншими супергероями продовжує захищати світ. Тоні Старк ростить дочку і задоволений життям, тоді як інші намагаються не згадувати про втрати. До автомобіля Людини-мурахи (Скотта Ленґа) залазить щур та випадково вмикає пристрій, що повертає Скотта з квантового виміру. Спантеличений, він намагається з'ясувати що сталося, адже для нього минуло лише п'ять годин. Він знаходить свою дочку та вирушає до штабу «Месників». Скотт розповідає їм, що в квантовому вимірі час плине інакше і в ньому можна подорожувати в будь-якому напрямку. Тоні Старк побоюється, що коли подорож в минуле й можлива, історія зміниться і в нього не буде дочки. Та фото загиблого Людини-павука (Пітера Паркера) змушує його дослідити таку можливість. На його подив, модель подорожі у часі виявляється можливою. Тоді Стів, Наташа і Скотт просять допомоги у Брюса Беннера, який за ці п'ять років об'єднався з Галком в одному тілі.
«Месники» випробовують подорожі в минуле на Людині-мурасі, та вони в буквальному сенсі переміщують Скотта назад у часі і той перетворюється на підліткову, стару та немовлячу версію себе. Тоні Старк пропонує свою допомогу, з ним вдається розробити спеціальні костюми з хрононавігаторами для подорожі крізь квантовий вимір. Для цього необхідні Пімові частки, котрих у «Месників» обмаль. До того ж, він повертає Стіву його щит.
Команда оголошує загальний збір. Галк і Ракета вирушають до Тонсбергу (який перейменовано в Новий Асґард, де живуть переселенці з Асґарду). Там вони знаходять Тора, який за п'ять років перетворився на товстого п'яницю, що грає у відеоігри разом з Коргом та Мієком і переконують його повернутися. А Чорна вдова знаходить у Японії Клінта Бартона, який після втрати сїм'ї став вершити самосуд над злочинцями. Герої вирішують, що вбити Таноса немовлям буде негідним, адже він не є злочинцем, поки не скоїть геноциду. Клінт випробовує подорож у часі й, повернувшись до свого будинку, забирає звідти в майбутнє бейсбольну рукавицю. Вони приймають рішення забрати з минулого Камені Вічності, повернутись свого часу і скасувати силою Каменів дії Таноса. Герої поділяються на групи і вирушають в різні місця й роки.
Галк, Капітан Америка, Людина-мураха і Залізна Людина вирушають у 2012 рік, у час битви за Нью-Йорк. Галк вирушає за Каменем Часу до Доктора Стренджа, але замість нього зустрічає Прадавню. Вона пояснює, що забравши Камінь з цієї реальності, «Месники» порушать хід історії і створять нові реальності. Але Брюс каже, що, якщо повернути Камені в один момент їхнього вилучення, це можна відвернути. Прадавня все одно не віддає йому Камінь Часу через обов'язок Верховного Чаклуна його охороняти. Та слова Беннера про те, що Стрендж у майбутньому сам віддав цей Камінь Таносу, переконують дати його Галку за умови, що Камінь буде повернено. Тим часом Капітан Америка, Людина-мураха і Залізна Людина намагаються забрати Камінь Простору, коли його було відібрано у Локі й передано агентам, які таємно служили «Гідрі». Залізна Людина й Людина-мураха через Галка з минулого випадково впускають кейс із Каменем Простору, Локі хапає його і телепортується геть. В цей же час Стів Роджерс зустрічає себе з минулого і між ними зав'язується бій. Капітан з майбутнього перемагає і відбирає скіпетр з Каменем Розуму.
Тоді Тоні та Стів вирішують отримати Камінь Простору в 1970 році, коли він ще перебував на базі Щ. И. Т.а, а Скотт повертається у майбутнє зі скіпетром. Стіву Роджерсу вдається добути ще Пімових часток для подорожі назад і побачити свою кохану, Пеггі Картер. Тоді як Тоні Старк викрадає Камінь і дорогою назад зустрічає свого батька і розмовляє з ним про його сім'ю.
Ракета і Тор переміщуються за Каменем Реальності в Асґард. Там Тор вагається чи зможе відволікти свою матір, знаючи, що цього дня вона помре. Та вона впізнає, що перед нею Тор з майбутнього і підтримує його. Ракета, викравши Камінь, рятується від охорони. Перед тим як повернутись свого часу, Тор забирає свій молот, доти ще не знищений.
Соколине Око і Чорна Вдова вирушають за Каменем Душі на Вормір. Його охоронець Червоний Череп застерігає їх — цей Камінь можна отримати тільки в обмін на життя коханої людини. Наташа жертвує собою, попри намагання Бартона врятувати її.
На Моразі 2014 року Небула і Бойова машина приголомшують Зоряного Лорда та входять замість нього до храму, де знаходять Камінь Могутності. В цей час Небула минулого синхронізується зі своєю майбутньою версією, що помічає Танос. Він переглядає її спогади й бачить свою загибель від рук «Месників». Танос розуміє свої дії в майбутньому — шуканого балансу не буде, поки живуть ті, хто пам'ятають його злочин. Він знаходить і полонить Небулу майбутнього, після чого відправляє замість неї колишню версію, все ще вірну йому.
Зібравши в 2023 році всі Камені, Тоні Старк створює власну Рукавицю Вічності, в яку вставляє Камені. Професор Галк надягає її та, відчуваючи на собі силу Каменів, повертає до життя всіх знищених в 2018 році в фінальній битві. Та слідом Небула створює тунель, яким переносить з 2014 корабель Таноса. Той атакує штаб «Месників» і відправляє Небулу на пошуки Рукавиці.
Ґамора звільняє ув'язнену Небулу майбутнього, після чого вони знаходять і вбивають Небулу з минулого. Галк, Ракета та Бойова машина залишилися у пастці під завалами, Клінт опинився у підземному тунелі з рукавицею, а Скотт, врятувавшись, іде рятувати Галка з-під завалів. Тор, Стів і Тоні рятуються від зруйнованого штабу та постають перед Таносом. Він розповідає їм свій задум — отримати Камені Вічності, щоб знищити цей Всесвіт і створити новий, у якому ніхто не плаче за втраченим, а радіє життю. Починається битва, в ході якої Танос перемагає Залізну Людину та Тора. Капітан Америка підіймає Мйольнир і йде битися з новими силами, але програє титану, який ламає йому щит. Танос спрямовує проти «Месників» величезну армію, Стів готується до останньої битви, проте з ним зв'язується Сем Вілсон і «Месникам» на допомогу приходять всі відроджені герої: Чорна Пантера, Людина-павук, Доктор Стрендж, Вартові галактики, Оса, та інші разом з арміями Ваканди, Нового Асґарду, Варварців та чарівників з Вонгом. Разом вони борються проти Таноса і його війська. Рукавиця переходить від одних героїв до інших. Коли вона опиняється в Чорної Пантери, Таносу майже вдається відібрати її, але йому на заваді стає Ванда Максимова, та їй перешкоджає повітряна атака. До битви приєднується Капітан Марвел, яка знищує корабель Таноса. В результаті довгої епічної битви Танос отримує Рукавицю Вічності й надягає її. Йому намагається завадити Капітан Марвел, але з допомогою Каменя Могутності, Танос перемагає її одним ударом. Тоні дивиться на Доктора Стренджа, який вказує йому, що переможний варіант тільки один. Залізна Людина намагається відібрати в Таноса рукавицю, але той відкидає його в бік. Він клацає пальцями, щоб виконати своє бажання. Проте нічого не відбувається і Тоні Старк показує, що під час бою непомітно відібрав Камені. Його бажанням стає знищити Таноса і його армію. Тоні клацає пальцями. Сили зла розсипаються, але й сам Старк помирає від сили Каменів.
У фіналі відбуваються похорони Тоні Старка, на яких присутні усі вцілілі герої. Брюс Беннер відправляє Стіва Роджерса в минуле, щоб повернути Камені Вічності та молот Тора на місця. Він очікує, що той скоро повернеться, але цього не стається. Поруч виявляється старий дід, що і є Стівом Роджерсом, який вирішив лишитися в минулому та провести життя з Пеґґі Картер. Він віддає свій щит Сему Вілсону, призначаючи його новим Капітаном Америка.

### Сцена після титрів
У фільмі немає сцен після титрів, тому це завершення історії, але є звук удару молотка по залізу, який дає змогу згадати з чого все почалось (такий самий звук лунав, коли Тоні Старк в полоні робив свій перший костюм Залізної Людини). Проте під час виходу в прокат розширеної версії фільму в сцені після титрів нам показали, як Галк рятує людей під час пожежі на хмарочосі, і після порятунку йому телефонує Стів Роджерс.

## У ролях

### Акторський склад

#### Головні персонажі / «Оригінальна шістка»
- Роберт Дауні мол. —Тоні Старк / Залізна людина:

Лідер та власник «Месників» і самопроголошений геній, мільярдер, плейбой та філантроп з електромеханічними обладунками свого власного винаходу. Після подій «Війни нескінченності» опинився загубленим у космосі, разом з Небулою, проте був врятований Капітаном Марвел. З усіх «Месників» тільки Тоні Старк не втратив нікого з рідних. Саме він розробляє костюми для подорожей в часі та власну Рукавицю Вічності. У кінці фільму гине від застосування Каменів.
- Кріс Еванс — Стів Роджерс / Капітан Америка:

Супергерой-утікач та лідер фракції «Месники». Будучи ветераном Другої світової війни, він досяг піку людських фізичних можливостей за допомогою експериментальної сироватки і опинився замороженим в анабіозі, перш ніж прокинутися в сучасному світі. Попри те, що фільм не входив в початковий контракт Еванса з Marvel на шість появ, остання з яких мала статися в «Месниках: Війна Нескінченності», актор погодився з'явитися у фільмі, «бо це мало сенс. Він завершить все».
- Кріс Гемсворт — Тор:

«Месник» і Король Асґарду, оснований на однойменному скандинавському міфологічному божеству. Після вбивства Таноса він живе в Новому Асґарді, де проводить час за зловживанням пивом та відеоіграми разом з друзями-іншопланетянами. Втрата близьких зробила його невпевненим у собі, та зустріч із матір'ю повертає йому впевненість. У фіналі відмовляється очолити асґардійців, доручаючи це Валькірії.
- Марк Раффало — Брюс Беннер / Галк:

«Месник» і геніальний вчений, який, через вплив гамма-випромінювання, набув здатності перетворюватися на монстра, коли гнівається або хвилюється. У цьому фільмі він об'єднав особистість Беннера та тіло Галка. Персонаж завершує сюжетну арку, яка була розпочата у фільмах «Тор: Раґнарок» та «Месники: Війна Нескінченності».
- Скарлетт Йоганссон — Наташа Романова / Чорна вдова:

Висококваліфікована шпигунка, член фракції «Месників» Роджерса та колишній агент Щ.И.Т. Пожертвувала собою заради здобуття Каменя Душі.
- Джеремі Реннер — Клінт Бартон (Ронін, згодом Соколине Око):

Колишній стрілець-месник, а також агент Щ.И.Т. Через Таноса втратив сім'ю, тому чинив кривавий самосуд над злочинцями. Вирушив на планету Вормір разом з Чорною вдовою, намагався пожертвувати собою, але Наташа випередила його.

##### Другорядні персонажі
- Брі Ларсон — Керол Денверс / Капітан Марвел:

Льотчиця Повітряних сил США, яка підпала під вплив іншопланетного надсвітлового двигуна, що наділило її надлюдською силою, здатністю проєктувати енергію та літати. Сценарист Крістофер Маркус заявив, що сили Денверс мають масштаб, якого раніше не існувало в Кіновсесвіті Марвел, і уподібнив її особистість з Роджерсом: «Це така людина, яка права і знає, що вона права, і не хоче навіть чути, коли ти кажеш їм, що вони неправі».
- Дон Чідл — Джеймс «Роуді» Роудс / Бойова машина:

Колишній офіцер Повітряних сил США, який володіє обладунками Войовника і є Месником.
- Пол Радд — Скотт Ленґ / Людина-мураха:

Колишній дрібний злочинець, який має костюм, що дозволяє йому зменшитися чи збільшитися в розмірі, а також надає йому сили.
- Карен Гіллан — Небула:

Прийомна донька Таноса, кіборг, яка була вихована з Ґаморою як рідна сестра.
- Бенедикт Вонґ — Вонґ:

Один з майстрів містичного мистецтва, якому доручено захистити деякі з найцінніших реліквій і книг Камар-Таджу.
- Джон Фавро — Геппі Гоґан:

Колишній глава служби безпеки «Старк Індастріс» і водій та охоронець Тоні Старка.
- Гвінет Пелтроу — Вірджинія «Пеппер» Паттс:

Наречена Старка і генеральний директор компанії «Старк Індастріс».
- Бредлі Купер — єнот Ракета:

Член Вартових, який є генно-інженерним мисливцем та найманцем, є майстром зброї і тактики бою. Шон Ґанн був запрошений для захоплення рухів персонажа.
- Джош Бролін — Танос:

Міжгалактичний деспот, який зібрав усі Камені Вічності, та винищив половину живих істот всесвіту. Окрім озвучення персонажа, Бролін також виконав захоплення руху на знімальному майданчику. Гине від руки Тора, а його версія з 2014 року гине від застосування Каменів Вічності Тоні Старком.
- Том Голланд — Пітер Паркер / Людина-павук[29]
- Чедвік Боузман — Т'Чалла / Чорна пантера
- Бенедикт Камбербетч — Доктор Стрендж[30]
- Еванджелін Ліллі — Гоуп ван Дайн / Оса[31]
- Данай Гуріра — Окоє
- Кріс Пратт — Пітер Квілл / Зоряний Лицар
- Зої Салдана — Ґамора
- Дейв Батиста — Дракс Руйнівник
- Пом Клементьєв — Мантіс
- Тесса Томпсон — Валькірія
- Джон Слеттері — Говард Старк
- Гейлі Етвел — Пеґґі Картер
- Лінда Карделліні — Лора Бартон
- Тайка Вайтіті — Корґ

У цьому фільмі режисер цього фільму Джозеф Руссо має камео.
У цьому фільмі, Стен Лі, співтворець Месників, має останнє камео у фільмах Marvel та кінематографі.

### Український дубляж
- Дистриб'ютор — B&H Film Distribution
- Студія дубляжу — LeDoyen
- Режисери дубляжу — Костянтин Лінартович та Анна Пащенко
- Перекладач — Олег Колесніков
- Ролі дублювали:
  - Тоні Старк / Залізна людина — Олег Лепенець
  - Тор — Дмитро Гаврилов
  - Брюс Беннер / Галк — Роман Чорний
  - Стів Роджерс / Капітан Америка — Дмитро Лінартович
  - Скотт Ленґ / Людина-мураха — Андрій Твердак
  - Наташа Романова / Чорна Вдова — Наталя Романько
  - Ракета — Назар Задніпровський
  - Джеймс Роудс / Бойова машина — Дмитро Вікулов
  - Клінт Бартон / Соколине Око — Юрій Ребрик
  - Танос — Михайло Кришталь
  - Капітан Марвел / Керол Денверс — Вероніка Літкевич
  - Небула — Аліна Проценко
  - Говард Старк — Олександр Шевчук
  - Прадавня — Тамара Морозова
  - Фріґґа — Лариса Руснак
  - Пітер Паркер / Людина-павук — Руслан Драпалюк
  - Пітер Квіл / Зоряний лицар — Володимир Заєць
  - Сем Вілсон / Сокіл — Денис Жупник
  - Пепер Паттс — Ірина Ткаленко
  - Ґамора — Ксенія Любчик
  - Стен Лі — Юрій Висоцький
  - А також: Андрій Мостренко, Володимир Нечепоренко[33], Олексій Череватенко, Тамара Антропова, Володимир Кокотунов, Сергій Солопай, Борис Георгієвський, Ірина Василенко, Дарина Муращенко, Юрій Кудрявець, Костянтин Лінартович, Роман Чупіс, Дмитро Терещук, Ганна Соболєва, Роман Молодій, Євген Пашин, Ігор Волков, Валерія Мялковська, Катерина Качан, Катерина Буцька, Кирило Нікітенко, Сергій Кияшко, Світлана Шекера, Кирило Свита, Марія Ніколенко, Генріх Малащинський, Дмитро Шапкін, Кристина Вижу, Слава Красовська, Марія Єременко, Дарія Канівець, Павло Голов, Кристина Кисельова.

## Виробництво

### Розробка

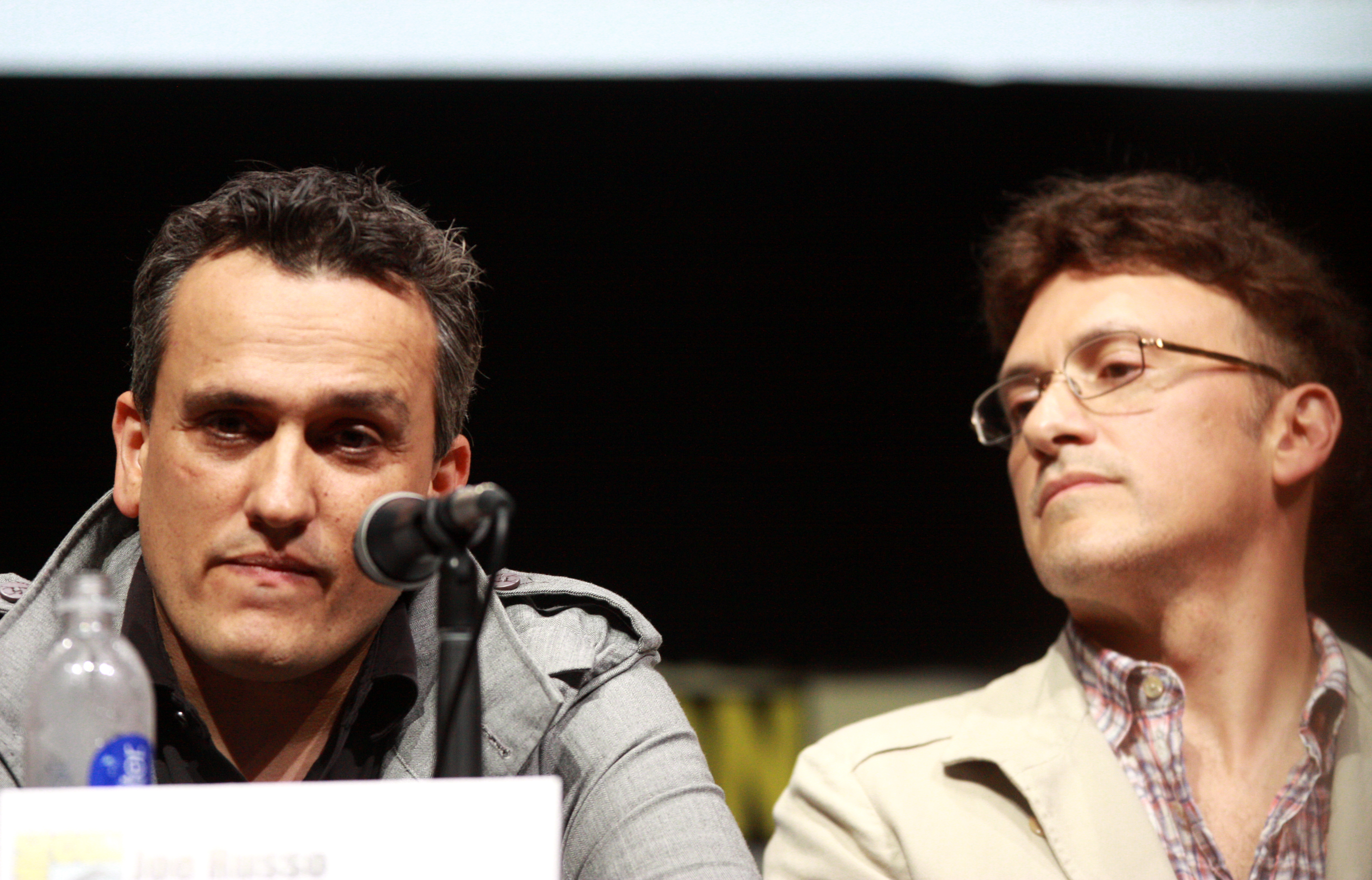
Ентоні та Джо Руссо, режисери фільму.

У жовтні 2014, Marvel анонсувала двосерійний сиквел «Ери Альтрона» під назвою «Месники: Війна Нескінченності. Частина 1», прем'єру якого була запланова на 3 травня 2018, тоді як прем'єру «Частини 2» — на 3 травня 2019. У квітні 2015, Marvel оголосила, що Ентоні і Джо Руссо займуться режисурою обох частин «Війни нескінченності», причому обидві картини будуть зніматися паралельно в 2016. Того ж місяця, продюсер Кевіна Файгі сказав, що обидві частини дилогії будуть різними, «оскільки в них багато спільних елементів, які відчуваються доцільними… для такої [назви фільмів]. Але я не назвав би це однією історією, розділеною навпіл». У травні 2015, Крістофер Маркус і Стівен Макфілі підписали контракт на написання сценаріїв для обох частин. У травні наступного року, брати Руссо оголосили, що вони перейменують обидва фільми, щоб ще більше усунити неправильне уявлення, що вони є одним фільмом, розділеним на два, і за словами Джо Руссо, «нашим наміром є [змінити заголовки], ми просто ще не придумали [їх]». У липні 2016, Marvel прибрали назви фільмів, просто назвавши його «безіменним». Ентоні Руссо заявив, що нову назву не буде оголошено «протягом тривалого часу», причому Файгі і брати Руссо додали, що підзаголовок картини видасть деталі сюжету «Війни нескінченності».

### Знімання
Знімання стартувало 10 серпня 2017 під робочою назвою «Мері Лу 2» (англ. «Mary Lou 2») в студії «Пайнвуд», округ Фаєтт, Джорджія, а Трента Опалока залучили на позицію оператора. У тому ж місяці знімання відбулося в районі Гульч в Даунтауні Атланти, недалеко від станції метрополітену Файв-Пойнтс і Підмонт-Парку. Файгі повідомив, що спочатку планувалося зняти обидві частини одночасно, але замість цього вирішили знімати паралельно, пояснюючи: «Ми робимо їх один відразу після іншого. Стало занадто складно перемішувати їх так, і ми знову зрозуміли, що щось завжди буде платити ціну. Ми хотіли мати змогу зосередитись і знімати один фільм, а потім зосередитись і зняти інший фільм». Ентоні Руссо спочатку вважав, що краще за все варто знімати фільми одночасно з фінансових та матеріально-технічних міркувань, з огляду на велику кількість акторів, навіть якщо кожна частина є окремим фільмом. Він припустив, що «в деякі дні ми будемо знімати перший фільм, а в інші дні — другий фільм. Ось так стрибаючи туди-сюди». Основне знімання завершили 11 січня 2018, тоді як додаткове знімання має відбутися в Единбурзі і Глазго, Шотландія, в липні 2018, а перезнімання було заплановане на кінець 2018.

## Музика
У червні 2016, Алан Сільвестрі, який написав музику для «Месників», був оголошений композитором «Війни нескінченності» та «Завершення». Руссо почали працювати з Сільвестрі над саундтреком фільму на початку листопада 2018 року, робота була завершена наприкінці березня 2019 року. Обговорюючи тон фільму, Сільвестрі сказав, що Руссо хотіли, щоб він був «оперним» для обох фільмів, включно з «Завершенням», та потребували «агресивного музичного підходу». Він заявив, що знайшов темп фільму як «той, що бадьорить, після громової перкусії і потужної латуні, та просуває масивні бойові дії». Кілька знайомих головних тем різних героїв були повернуті для цього фільму, в тому числі тема Крістофа Бека «Людина-Мураха», тема Майкл Джаккіно «Доктор Стрендж», тема Капітана Марвела від Пінари Топрак та тема Капітана Америки від самого Сільвестрі. Сільвестрі також повідомив фанатам, що тема Таноса буде присутня у фільмі. Саундтрек був записана на студії Abbey Road у Лондоні з Лондонським симфонічним оркестром, який складається з 95 музикантів, Сільвестрі диригував сесіями.
У фільмі є кілька класичних рок-пісень, чотири з яких включені в саундтрек. Фільм також включає в себе «Come and Get Your Love» від Redbone і «It's Been a Long, Long Time» від Jule Styne і Sammy Cahn з цими піснями, раніше включеними в саундтреки для фільмів «Вартові галактики» та «Перший месник: Друга війна» відповідно. Інші пісні, які не включені у альбом саундтреку фільму — «Make Way for Tomorrow Today» з Залізної Людини 2 від Річарда Шермана, «Doom and Gloom» від The Rolling Stones, «Supersonic Rocket Ship» від The Kinks, і «Dear Mr. Fantasy» від Traffic.
Hollywood Records випустив саундтрек в цифровому вигляді 26 квітня 2019 року, а фізичні копії — 24 травня 2019 року.
| Список композицій альбому Avengers: Endgame (Original Motion Picture Soundtrack) | Список композицій альбому Avengers: Endgame (Original Motion Picture Soundtrack) | Список композицій альбому Avengers: Endgame (Original Motion Picture Soundtrack) |
| #                                                                                | Назва                                                                            | Тривалість                                                                       |
| -------------------------------------------------------------------------------- | -------------------------------------------------------------------------------- | -------------------------------------------------------------------------------- |
| 1.                                                                               | «Totally Fine»                                                                   | 4:29                                                                             |
| 2.                                                                               | «Arrival»                                                                        | 1:49                                                                             |
| 3.                                                                               | «No Trust»                                                                       | 3:08                                                                             |
| 4.                                                                               | «Where Are They?»                                                                | 3:12                                                                             |
| 5.                                                                               | «Becoming Whole Again»                                                           | 3:48                                                                             |
| 6.                                                                               | «I Figured It Out»                                                               | 4:30                                                                             |
| 7.                                                                               | «Perfectly Not Confusing»                                                        | 4:46                                                                             |
| 8.                                                                               | «You Shouldn't Be Here»                                                          | 3:33                                                                             |
| 9.                                                                               | «The How Works»                                                                  | 3:50                                                                             |
| 10.                                                                              | «Snap Out of It»                                                                 | 2:24                                                                             |
| 11.                                                                              | «So Many Stairs»                                                                 | 1:51                                                                             |
| 12.                                                                              | «One Shot»                                                                       | 2:04                                                                             |
| 13.                                                                              | «Watch Each Other's Six»                                                         | 3:56                                                                             |
| 14.                                                                              | «I Can't Risk This»                                                              | 4:48                                                                             |
| 15.                                                                              | «He Gave It Away»                                                                | 3:42                                                                             |
| 16.                                                                              | «The Tool of a Thief»                                                            | 2:58                                                                             |
| 17.                                                                              | «The Measure of a Hero»                                                          | 3:05                                                                             |
| 18.                                                                              | «Destiny Fulfilled»                                                              | 4:05                                                                             |
| 19.                                                                              | «In Plain Sight»                                                                 | 3:14                                                                             |
| 20.                                                                              | «How Do I Look?»                                                                 | 2:06                                                                             |
| 21.                                                                              | «Whatever It Takes»                                                              | 2:56                                                                             |
| 22.                                                                              | «Not Good»                                                                       | 1:53                                                                             |
| 23.                                                                              | «Gotta Get Out»                                                                  | 2:38                                                                             |
| 24.                                                                              | «I Was Made for This»                                                            | 4:37                                                                             |
| 25.                                                                              | «Tres Amigos»                                                                    | 3:37                                                                             |
| 26.                                                                              | «Tunnel Scape»                                                                   | 3:16                                                                             |
| 27.                                                                              | «Worth It»                                                                       | 4:15                                                                             |
| 28.                                                                              | «Portals»                                                                        | 3:17                                                                             |
| 29.                                                                              | «Get This Thing Started»                                                         | 4:54                                                                             |
| 30.                                                                              | «The One»                                                                        | 2:08                                                                             |
| 31.                                                                              | «You Did Good»                                                                   | 1:57                                                                             |
| 32.                                                                              | «The Real Hero»                                                                  | 5:54                                                                             |
| 33.                                                                              | «Five Seconds»                                                                   | 1:45                                                                             |
| 34.                                                                              | «Go Ahead»                                                                       | 2:57                                                                             |
| 35.                                                                              | «Main on End»                                                                    | 3:11                                                                             |
| 116 хвилин                                                                       |                                                                                  |                                                                                  |

| Список композицій альбому Avengers: Endgame (Soundtrack) | Список композицій альбому Avengers: Endgame (Soundtrack)        | Список композицій альбому Avengers: Endgame (Soundtrack) |
| #                                                        | Назва                                                           | Тривалість                                               |
| -------------------------------------------------------- | --------------------------------------------------------------- | -------------------------------------------------------- |
| 1.                                                       | «Intersections of Time від Audiomachine»                        | 2:35                                                     |
| 2.                                                       | «It's Been a Long, Long Time від Harry James and His Orchestra» | 3:07                                                     |
| 3.                                                       | «Doom and Gloom від The Rolling Stones»                         | 4:08                                                     |
| 4.                                                       | «Hey Lawdy Mama від Steppenwolf»                                | 3:31                                                     |
| 5.                                                       | «Come and Get Your Love від Redbone»                            | 3:30                                                     |
| 6.                                                       | «Supersonic Rocket Ship від The Kinks»                          | 3:33                                                     |
| 7.                                                       | «Dear Mr Fantasy від Traffic (UK)»                              | 5:30                                                     |
| 8.                                                       | «So Say We All від Audiomachine»                                | 3:20                                                     |
| 9.                                                       | «Torsion від Mark Petrie»                                       | 2:59                                                     |

## Випуск
Прем'єра фільму «Месники: Завершення» відбулася 25 квітня в Україні, 26 квітня 2019 у Великій Британії, 26 квітня у Сполучених Штатах Америки в IMAX і 3D i 28 квітня з українським дубляжем у кінотеатрах Польщі.

### Рекламна кампанія
У травні 2018 року, Жермен Люссер з io9, говорячи про підхід, який Marvel можуть взяти у маркетингу фільму, враховуючи кінець «Війни нескінченності», коли загинуло багато персонажів, поставив під сумнів, чи будуть вони з'являтися на постерах та у вигляді іграшок, і чи актори, які зображують їх, візьмуть участь у прес-заходах перед випуском фільму. На думку Люссера, Disney і Marvel можуть зосередитись на первинних членах Месників, які складають більшість живих персонажів, але зазначив, що було б більш вигідно показати повернення мертвих персонажів, які «створили таємницю і цікавість щодо того, як вони повернуться. Це може породити абсолютно новий рівень інтересу до фільму, в той же час маючи всіх зірок в центрі уваги, як і повинно бути».
Промо-матеріали у мережі
- Постери:

1. Тизер-постер було опубліковано 7 грудня 2018 року[63]. Локалізована версія офіційно з'явилася 27 лютого 2019 року[3].
2. Повноцінний постер було опубліковано 14 березня 2019 року[64]. Локалізована версія офіційно з'явилася 24 березня 2019 року[3].
3. 32 персональних постерів персонажів фільму було опубліковано 27 березня 2019 року, на честь «місяць до прем'єри фільму».[65] 16 з них були персонажі які залишилися живими після «клацу» Таноса, решта персонажів була оформлена у чорно-білому стилі — це були ті хто загинув наприкінці минулої частини.

- Трейлери:

1. Дебютний тизер-трейлер вийшов 7 грудня 2018 року[66].
Трейлер став найпопулярнішим трейлером на момент свого виходу, перевершивши рекорд попередньої частини дилогії.
Трейлер також встановив рекорд «згадок трейлера фільму за перші 24 години, у соціальній мережі Twitter», отримавши 549 000 згадок[67].
  1. Спеціальний ТВ-спот для Super Bowl 2019 показали 4 лютого 2019[68].
2. Повноцінний трейлер вийшов 14 березня 2019 року[69]. Оригінал та дубляж вийшов одночасно у 14:00 за Києвом[69][70].

## Сприйняття

### Касові збори
| Рекорди                                        | К-сть            | Попередній утримувач рекорду                 |
| Україна                                        | Україна          | Україна                                      |
| ---------------------------------------------- | ---------------- | -------------------------------------------- |
| Найбільша сума за перший день прокату          | [ 71 ]           | «Зоряні війни: Пробудження Сили»             |
| Найбільша сума за перший вікенд                | ₴56 млн.         | «Пірати Карибського моря: Помста Салазара»   |
| Найбільша сума у IMAX форматі за перший вікенд | [ 71 ]           | Н/Д                                          |
| Світові                                        |                  |                                              |
| Швидші $500 мільйонів                          | 3 дні            | «Месники: Війна Нескінченності» — 5 днів     |
| Швидший $1 мільярд                             | 5 днів           | «Месники: Війна Нескінченності» — 11 днів    |
| Швидші $1.5 мільярда                           | 8 днів           | «Месники: Війна Нескінченності» — 18 днів    |
| Швидші $2 мільярда                             | 11 днів          | «Аватар» — 47 днів                           |
| Швидші $2.5 мільярда                           | 20 днів          | «Аватар» — 72 дні                            |
| Найбільша сума за перший тиждень               | $1.209 млрд.     | «Месники: Війна нескінченності» — $640 млн.  |
| Найбільша сума IMAX за перший тиждень          | $91.5 млн.       | «Зоряні війни: Пробудження Сили» — $48 млн.  |
| Найбільша сума 3D прокату за перший тиждень    | $540 млн.        | «Месники: Війна нескінченності» — $366 млн.  |
| США та Канада                                  |                  |                                              |
| Найшвидші $100 мільйонів                       | 17 годин         | «Зоряні війни: Пробудження Сили» — 21 години |
| Найшвидші $650 млн.                            | 13 днів          | «Зоряні війни: Пробудження Сили» — 14 днів   |
| Найбільша сума за день прокату                 | $156 млн.        | «Зоряні війни: Пробудження Сили» — $119 млн. |
| Найбільша сума за допрем'єрні покази           | $60 млн.         | «Зоряні війни: Пробудження Сили» — $57 млн.  |
| Найширша прем'єра                              | 4,662 кінотеатри | «Нікчемний я 3» — 4,535 кінотеатри           |

«Завершення» стартувало у прокаті в квітні 2019 року, і одразу поставило більше десятка рекордів у різних країнах. Деякі рекорди, встановлені фільмом, перераховані у таблиці. Так, всього за два тижні прокату в українських кінотеатрах цей фільм зібрав безпрецедентні для нашого кіноринку 122 мільйони гривень (в цьому випадку можна говорити і про рекорд швидкості заробляння таких валових зборів). Рекордної є і глядацька аудиторія цього фільму в українських кінотеатрах: ще жодний фільм за всю новітню історію українського прокату не переглянули 1 мільйон 134 тисячі глядачів.
Передпродажі квитків
У США та Канаді, наприкінці грудня 2018 року IMDb назвав «Завершення» «другим за очікуванням фільмом 2019 року» після «Капітан Марвел», «найбільш очікуваним блокбастером 2019 року» за даними квитковій служби Fandango і «найбільш загально очікуваним фільмом» від Atom Tickets.
Через високий попиту, коли передпродажі на квитки стали доступні у США 2 квітня 2019 року, покупці як Atom Tickets, так і Fandango випробували довгі очікування і системні затримки, у той час як вебсайт і додаток AMC Theatres повністю впав на кілька годин. У той же день Fandango оголосила, що фільм став найпродаванішим за передпродажами протягом перших 24 годин, зсунувши фільм «Зоряні війни: Пробудження Сили». Atom оголосила, що фільм також був найпродаваним фільмом першого дня на вебсайті (у чотири рази перевершивши фільм «Аквамен»), а Regal Cinemas повідомила, що «Завершення» продав більше квитків у перші вісім годин, ніж «Війна Нескінченності» за всю перший тиждень. Фільм зібрав $120-140 мільйонів тільки за передпродажі квитків. За день до виходу фільму Fandango оголосила, що це її найбільший передпродажний фільм всіх часів, перемагаючи «Пробудження Сили», з більш ніж 8000 повністю розпроданими сеансів по всій країні.
В Індії фільм продав мільйон квитків всього за один день; 18 квитків продавалися кожну секунду. У Китаї передпродажі квитків стали доступні 12 квітня і продали рекордний мільйон квитків усього за шість годин, перевершивши продажі за перші 24 години «Війни нескінченності» протягом першої години і заробивши $114.5 мільйонів (770 мільйонів юанів) тільки від передпродажів.

### Відгуки
Сайт Rotten Tomatoes повідомив про рейтинг 94 % із середнім балом 8,29 /10, заснованим на 477 відгуках. Консенсус читачів вебсайту: «Захоплюючі, розважальні та емоційно вразливі, Месники: Завершення робить все, що потрібно, щоб доставити задовольняючий фінал епосу Саги Нескінченності». 78 з 100 базуються на 57 критиках, що вказує на «загалом сприятливі відгуки». Глядачі, опитані CinemaScore, дали фільму рідкісний «A +» клас.

### Цікаві факти
- 25 квітня 2019 року відбулася колаборація відеогри Fortnite (в неї грають друзі Тора) та «Месники: Завершення»[97][98][99].
- До прем'єри фільму компанія Adidas випустила обмежену кількість кедів у стилі образів головних героїв фільму[100][101].
- Під прем'єру фільму компанія Coca-Cola випустила обмежену кількість металевих пляшок (0.3 мл) з більшістю персонажів фільму (усього — 12 варіантів)[102].

## Сиквел
У травні 2018 року генеральний директор Disney Боб Іґер сказав про плани Marvel після Завершення: «Я припускаю, що ми спробуємо свої сили за межами Месників, але це не обов'язково означає, що ви не побачите більше Месників». Іґер додав: «Враховуючи популярність персонажів і враховуючи популярність франшизи, я не думаю, що люди мають зробити висновок, що ніколи не буде іншого фільму про Месників». Незабаром після прем'єри фільму Ентоні Руссо заявили, що він і Джо Руссо не мають «планів наразі робити фільми Marvel» після Завершення, але вони не виступають проти повернення до КВМ в майбутньому через їхні позитивні відносини з Marvel Studios.